# Orttjärnen (Arnäs socken, Ångermanland, 703170-165972)
Orttjärnen är en sjö i Örnsköldsviks kommun i Ångermanland och ingår i Gideälven-Idbyåns kustområde.